# Arthropogon scaber
Arthropogon scaber là một loài thực vật có hoa trong họ Hòa thảo. Loài này được Pilg. & Kuhlm. mô tả khoa học đầu tiên năm 1922.